# 豐田郡 (香川縣)
豐田郡（日语：〔〕／ Toyota gun */?）為過去隸屬日本讚岐國的郡，廢藩置縣後屬香川縣，已於1899年與三野郡合併為三豐郡。
過去的轄區包括現在的觀音寺市的大部分地區與三豐市的西南部地區。

## 歷史
古時最初稱為「刈田郡」或「苅田郡」。
江戶時代屬於丸龜藩的領地。1871年廢藩置縣後，最初屬丸龜縣，但不到一年內，被整併為香川縣所屬。1873年後，陸續又被整併為名東縣、香川縣、愛媛縣，直到1888年才最終確定屬於再次恢復設置的香川縣。
- 根据《旧高旧领取调帐》中记载，明治初期便已存在的村落：（45村）
  - 吉冈村、流岡村、村黑村、東高屋村、西高屋村、室本村、上市村、下市村、观音寺村、坂本村、中洲村、仮屋村、山田尻村、花稻村、姫滨村、和田滨、簑浦村、和田村、井関村、内野野村、有木村、海老济村、田野野村、萩原村、福田原村、丸井村、粟井村、新田村、原村、中田井村、辻村、河内村、池尻村、木之乡村、青岡村、中姫村、大野原村、黑渊村、北岡村、大畑村、出作村、植田村、古川村、伊吹島村

## 年表
- 1874年：整合行政区划。（38村）
  - 东高屋村、西高屋村合并为高屋村。
  - 坂本村、中洲村、仮屋村被并入观音寺村。

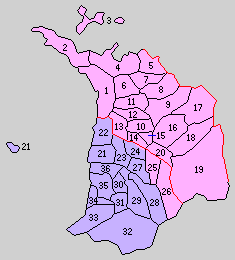
豐田郡最初的行政區劃：21.觀音寺町 22.高室村 23.常磐村 24.一之谷村 25.辻村 26.河內村 27.豐田村 28.粟井村 29.紀伊村 30.中姬村 31.萩原村 32.五鄉村 33.和田村 34.姬之江村 35.大野原村 36.柞田村（紫色現為觀音寺市、桃色現為三豐市）

  - 山田尻村、黑渊村、北冈村、大畑村合并为柞田村。
- 1890年2月15日：實施町村制，豐田郡下轄：觀音寺町、高室村、常磐村、一之谷村、辻村、河內村、豐田村、粟井村、紀伊村、中姬村、萩原村、五鄉村、和田村、姬之江村、大野原村、柞田村。（1町16村）
  - 观音寺町 ← 观音寺村、伊吹島村
  - 高室村 ← 高屋村、室本村
  - 常磐村 ← 植田村、流岡村、村黑村、出作村
  - 一之谷村 ← 古川村、中田井村、吉岡村，三野郡本之大村（財田川以西）
  - 辻村（单独村制。現三丰市）
  - 河内村（单独村制。現三丰市）
  - 丰田村 ← 新田村、原村、池尻村
  - 粟井村（单独村制）
  - 紀伊村 ← 丸井村、福田原村、青岡村、木之郷村
  - 中姫村（单独村制）
  - 萩原村（单独村制）
  - 五乡村 ← 井关村、海老济村、内野野村、有木村、田野野村
  - 和田村 ← 簑浦村、和田村
  - 姫之江村 ← 姫滨村、和田滨
  - 大野原村 ← 大野原村、花稻村
  - 柞田村（单独村制）
- 1898年2月11日：姬之江村改制並改名為豐濱町。（2町15村）
- 1899年4月1日：與三野郡合併為三豐郡。